# Graptomyza melliponaeformis
Graptomyza melliponaeformis är en tvåvingeart som beskrevs av Carl Ludwig Doleschall 1858. Graptomyza melliponaeformis ingår i släktet Graptomyza och familjen blomflugor. Inga underarter finns listade i Catalogue of Life.